# Tourves
Tourves är en kommun i departementet Var i regionen Provence-Alpes-Côte d'Azur i sydöstra Frankrike. Kommunen ligger i kantonen Brignoles som tillhör arrondissementet Brignoles. År 2022 hade Tourves 5 220 invånare.

## Befolkningsutveckling
Antalet invånare i kommunen Tourves
| Referens: INSEE |